# ФК „Остин“
ФК „Остин“ е футболен отбор от гр. Остин, щата Тексас, САЩ, основан през 2018 г. Играе в западната конференция на МЛС от 2023 година.
Той е първият отбор от голяма професионална спортна лига, който играе в столицата на Тексас, която преди 2021 е най-големият град в Съединените щати без такъв отбор.
„Остин“ ФК е първият голям професионален спортен отбор от най-висока дивизия в района на Остин – пазар, който преди това е пренебрегван от големите професионални спортни лиги, отчасти поради традиционната подкрепа на столицата на щата за университетските отбори на „Тексас Лонгхорнс“. Предишният опит на града с професионалния футбол включва Austin Aztex FC, основан през 2008, но по-късно преместен в Орландо през октомври 2010 и в крайна сметка превърнат в „Орландо Сити“ ФК.